# Обхідний маневр
Обхідний маневр — ідея в шаховій композиції у багатоходових задачах і етюдах. Суть ідеї — фігура робить маневр, обходячи фігуру, яка стоїть перед нею.

## Історія
З цією ідеєю шахові композитори публікували задачі ще в кінці XIX століття.
В задачі тематична фігура може потрапити на ключове поле в певну кількість ходів, але при цьому мета не буде досягнута, оскільки білі потрапляють у цугцванг і задача не буде розв'язана. Тому ця тематична фігура робить маневр, обходячи фігуру, яка стоїть перед нею, і потрапляє на ключове поле у більшу кількість ходів з програшем темпу, що і веде до мети.
Ця ідея дістала назву — обхідний маневр.
|   | a | b | c | d | e | f | g | h |   |
| 8 | h8 білий король · a7 білий слон · b6 чорний пішак · h6 чорний король · b5 білий кінь · f5 чорний пішак · h5 чорний ферзь | h8 білий король · a7 білий слон · b6 чорний пішак · h6 чорний король · b5 білий кінь · f5 чорний пішак · h5 чорний ферзь | h8 білий король · a7 білий слон · b6 чорний пішак · h6 чорний король · b5 білий кінь · f5 чорний пішак · h5 чорний ферзь | h8 білий король · a7 білий слон · b6 чорний пішак · h6 чорний король · b5 білий кінь · f5 чорний пішак · h5 чорний ферзь | h8 білий король · a7 білий слон · b6 чорний пішак · h6 чорний король · b5 білий кінь · f5 чорний пішак · h5 чорний ферзь | h8 білий король · a7 білий слон · b6 чорний пішак · h6 чорний король · b5 білий кінь · f5 чорний пішак · h5 чорний ферзь | h8 білий король · a7 білий слон · b6 чорний пішак · h6 чорний король · b5 білий кінь · f5 чорний пішак · h5 чорний ферзь | h8 білий король · a7 білий слон · b6 чорний пішак · h6 чорний король · b5 білий кінь · f5 чорний пішак · h5 чорний ферзь | 8 |
| 7 | h8 білий король · a7 білий слон · b6 чорний пішак · h6 чорний король · b5 білий кінь · f5 чорний пішак · h5 чорний ферзь | h8 білий король · a7 білий слон · b6 чорний пішак · h6 чорний король · b5 білий кінь · f5 чорний пішак · h5 чорний ферзь | h8 білий король · a7 білий слон · b6 чорний пішак · h6 чорний король · b5 білий кінь · f5 чорний пішак · h5 чорний ферзь | h8 білий король · a7 білий слон · b6 чорний пішак · h6 чорний король · b5 білий кінь · f5 чорний пішак · h5 чорний ферзь | h8 білий король · a7 білий слон · b6 чорний пішак · h6 чорний король · b5 білий кінь · f5 чорний пішак · h5 чорний ферзь | h8 білий король · a7 білий слон · b6 чорний пішак · h6 чорний король · b5 білий кінь · f5 чорний пішак · h5 чорний ферзь | h8 білий король · a7 білий слон · b6 чорний пішак · h6 чорний король · b5 білий кінь · f5 чорний пішак · h5 чорний ферзь | h8 білий король · a7 білий слон · b6 чорний пішак · h6 чорний король · b5 білий кінь · f5 чорний пішак · h5 чорний ферзь | 7 |
| 6 | h8 білий король · a7 білий слон · b6 чорний пішак · h6 чорний король · b5 білий кінь · f5 чорний пішак · h5 чорний ферзь | h8 білий король · a7 білий слон · b6 чорний пішак · h6 чорний король · b5 білий кінь · f5 чорний пішак · h5 чорний ферзь | h8 білий король · a7 білий слон · b6 чорний пішак · h6 чорний король · b5 білий кінь · f5 чорний пішак · h5 чорний ферзь | h8 білий король · a7 білий слон · b6 чорний пішак · h6 чорний король · b5 білий кінь · f5 чорний пішак · h5 чорний ферзь | h8 білий король · a7 білий слон · b6 чорний пішак · h6 чорний король · b5 білий кінь · f5 чорний пішак · h5 чорний ферзь | h8 білий король · a7 білий слон · b6 чорний пішак · h6 чорний король · b5 білий кінь · f5 чорний пішак · h5 чорний ферзь | h8 білий король · a7 білий слон · b6 чорний пішак · h6 чорний король · b5 білий кінь · f5 чорний пішак · h5 чорний ферзь | h8 білий король · a7 білий слон · b6 чорний пішак · h6 чорний король · b5 білий кінь · f5 чорний пішак · h5 чорний ферзь | 6 |
| 5 | h8 білий король · a7 білий слон · b6 чорний пішак · h6 чорний король · b5 білий кінь · f5 чорний пішак · h5 чорний ферзь | h8 білий король · a7 білий слон · b6 чорний пішак · h6 чорний король · b5 білий кінь · f5 чорний пішак · h5 чорний ферзь | h8 білий король · a7 білий слон · b6 чорний пішак · h6 чорний король · b5 білий кінь · f5 чорний пішак · h5 чорний ферзь | h8 білий король · a7 білий слон · b6 чорний пішак · h6 чорний король · b5 білий кінь · f5 чорний пішак · h5 чорний ферзь | h8 білий король · a7 білий слон · b6 чорний пішак · h6 чорний король · b5 білий кінь · f5 чорний пішак · h5 чорний ферзь | h8 білий король · a7 білий слон · b6 чорний пішак · h6 чорний король · b5 білий кінь · f5 чорний пішак · h5 чорний ферзь | h8 білий король · a7 білий слон · b6 чорний пішак · h6 чорний король · b5 білий кінь · f5 чорний пішак · h5 чорний ферзь | h8 білий король · a7 білий слон · b6 чорний пішак · h6 чорний король · b5 білий кінь · f5 чорний пішак · h5 чорний ферзь | 5 |
| 4 | h8 білий король · a7 білий слон · b6 чорний пішак · h6 чорний король · b5 білий кінь · f5 чорний пішак · h5 чорний ферзь | h8 білий король · a7 білий слон · b6 чорний пішак · h6 чорний король · b5 білий кінь · f5 чорний пішак · h5 чорний ферзь | h8 білий король · a7 білий слон · b6 чорний пішак · h6 чорний король · b5 білий кінь · f5 чорний пішак · h5 чорний ферзь | h8 білий король · a7 білий слон · b6 чорний пішак · h6 чорний король · b5 білий кінь · f5 чорний пішак · h5 чорний ферзь | h8 білий король · a7 білий слон · b6 чорний пішак · h6 чорний король · b5 білий кінь · f5 чорний пішак · h5 чорний ферзь | h8 білий король · a7 білий слон · b6 чорний пішак · h6 чорний король · b5 білий кінь · f5 чорний пішак · h5 чорний ферзь | h8 білий король · a7 білий слон · b6 чорний пішак · h6 чорний король · b5 білий кінь · f5 чорний пішак · h5 чорний ферзь | h8 білий король · a7 білий слон · b6 чорний пішак · h6 чорний король · b5 білий кінь · f5 чорний пішак · h5 чорний ферзь | 4 |
| 3 | h8 білий король · a7 білий слон · b6 чорний пішак · h6 чорний король · b5 білий кінь · f5 чорний пішак · h5 чорний ферзь | h8 білий король · a7 білий слон · b6 чорний пішак · h6 чорний король · b5 білий кінь · f5 чорний пішак · h5 чорний ферзь | h8 білий король · a7 білий слон · b6 чорний пішак · h6 чорний король · b5 білий кінь · f5 чорний пішак · h5 чорний ферзь | h8 білий король · a7 білий слон · b6 чорний пішак · h6 чорний король · b5 білий кінь · f5 чорний пішак · h5 чорний ферзь | h8 білий король · a7 білий слон · b6 чорний пішак · h6 чорний король · b5 білий кінь · f5 чорний пішак · h5 чорний ферзь | h8 білий король · a7 білий слон · b6 чорний пішак · h6 чорний король · b5 білий кінь · f5 чорний пішак · h5 чорний ферзь | h8 білий король · a7 білий слон · b6 чорний пішак · h6 чорний король · b5 білий кінь · f5 чорний пішак · h5 чорний ферзь | h8 білий король · a7 білий слон · b6 чорний пішак · h6 чорний король · b5 білий кінь · f5 чорний пішак · h5 чорний ферзь | 3 |
| 2 | h8 білий король · a7 білий слон · b6 чорний пішак · h6 чорний король · b5 білий кінь · f5 чорний пішак · h5 чорний ферзь | h8 білий король · a7 білий слон · b6 чорний пішак · h6 чорний король · b5 білий кінь · f5 чорний пішак · h5 чорний ферзь | h8 білий король · a7 білий слон · b6 чорний пішак · h6 чорний король · b5 білий кінь · f5 чорний пішак · h5 чорний ферзь | h8 білий король · a7 білий слон · b6 чорний пішак · h6 чорний король · b5 білий кінь · f5 чорний пішак · h5 чорний ферзь | h8 білий король · a7 білий слон · b6 чорний пішак · h6 чорний король · b5 білий кінь · f5 чорний пішак · h5 чорний ферзь | h8 білий король · a7 білий слон · b6 чорний пішак · h6 чорний король · b5 білий кінь · f5 чорний пішак · h5 чорний ферзь | h8 білий король · a7 білий слон · b6 чорний пішак · h6 чорний король · b5 білий кінь · f5 чорний пішак · h5 чорний ферзь | h8 білий король · a7 білий слон · b6 чорний пішак · h6 чорний король · b5 білий кінь · f5 чорний пішак · h5 чорний ферзь | 2 |
| 1 | h8 білий король · a7 білий слон · b6 чорний пішак · h6 чорний король · b5 білий кінь · f5 чорний пішак · h5 чорний ферзь | h8 білий король · a7 білий слон · b6 чорний пішак · h6 чорний король · b5 білий кінь · f5 чорний пішак · h5 чорний ферзь | h8 білий король · a7 білий слон · b6 чорний пішак · h6 чорний король · b5 білий кінь · f5 чорний пішак · h5 чорний ферзь | h8 білий король · a7 білий слон · b6 чорний пішак · h6 чорний король · b5 білий кінь · f5 чорний пішак · h5 чорний ферзь | h8 білий король · a7 білий слон · b6 чорний пішак · h6 чорний король · b5 білий кінь · f5 чорний пішак · h5 чорний ферзь | h8 білий король · a7 білий слон · b6 чорний пішак · h6 чорний король · b5 білий кінь · f5 чорний пішак · h5 чорний ферзь | h8 білий король · a7 білий слон · b6 чорний пішак · h6 чорний король · b5 білий кінь · f5 чорний пішак · h5 чорний ферзь | h8 білий король · a7 білий слон · b6 чорний пішак · h6 чорний король · b5 білий кінь · f5 чорний пішак · h5 чорний ферзь | 1 |
|   | a | b | c | d | e | f | g | h |   |

FEN: 7K/B7/1p5k/1N3p1q/8/8/8/8

1. f4 Bb8! 2. f3 Bh2 3. f2 Bg1! 4. fg1R Sd6 5. Rg6 Sf7#
Для досягнення мети білий слон мусить потрапити на поле «g1», правильний шлях — не взяття чорного пішака, який стоїть перед слоном, а обхід його.